# Tasa de relleno
El término tasa de relleno (en inglés Fillrate) de píxeles se refiere al número de píxeles que una tarjeta de video puede renderizar en pantalla y escribir en la memoria de video, en un segundo o en el caso de la tasa de relleno de texturas, el número de elementos de mapa de textura (téxeles) que una GPU puede mapear a píxeles en un segundo. La tasa de relleno de píxeles se proporciona en megapíxeles por segundo(MPx/s) o en gigapíxeles por segundo(GPx/s), la tasa de relleno de texturas se da en megatéxeles(MT/s) o gigatéxeles por segundo(GT/s).
La tasa de relleno de píxeles se obtiene multiplicando el número de unidades de salida ráster (ROP) por la frecuencia de reloj de la unidad de procesamiento gráfico (boost clock) de una tarjeta gráfica.
{\displaystyle {\text{Tasa de relleno de píxeles = }}ROPs\cdot boost\ clock\quad } GPx/s
La tasa de relleno de texturas se obtiene al multiplicar el número de unidades de mapeo de texturas (TMUs) por la frecuencia de reloj de la unidad de procesamiento gráfico (boost clock).
{\displaystyle {\text{Tasa de relleno de téxeles = }}TMUs\cdot boost\ clock\quad } GT/s
Pese a esta fórmula generalizada, no hay realmente un consenso para el cálculo y presentación de las tasas de relleno de texturas. Otro método posible es: multiplicar el número de pipelines de píxeles por la frecuencia de reloj.
Los resultados de estas multiplicaciones son teóricas, ya que la tasa de relleno real depende de muchos otros factores. En el pasado, las tasas de relleno se han utilizado como un indicador del rendimiento de las tarjetas gráficas de los fabricantes de tarjetas de video como ATI y NVIDIA, sin embargo, la importancia de la tasa de relleno como medida de rendimiento ha disminuido a medida que el cuello de botella en las aplicaciones gráficas ha cambiado. Por ejemplo, hoy en día, el número y la velocidad de las unidades de procesamiento unificado shader ha ganado atención.
La complejidad de la escena puede aumentar por el sobredibujado dado cuando un objeto es dibujado en el framebuffer y otro objeto se dibuja encima, cubriéndolo. El tiempo dedicado al dibujado del primer objeto se pierde, porque este no es visible. Cuando una secuencia de escenas es extremadamente compleja (han de dibujarse muchos píxeles por escena), el ratio de fotogramas (frame rate - fps) puede caer. Al diseñar aplicaciones que usan gráficos de forma intensiva, uno puede determinar si la aplicación está limitada por la tasa de relleno viendo si el ratio de fotogramas aumenta drásticamente cuando la aplicación corre en una resolución menor o en una ventana más pequeña.